# Hamburg-Blankenese
 Ikke at forveksle med Blankensee (Vorpommern).
Blankenese er en bydel i Bezirk Altona i den tyske bystat Hamborg.
Blankenese ligger mellem høje bakker ved Elbens nordbred, cirka syv kilometer fra den gamle bydel i Altona. Blankenese har en S-tog-station.
Før i tiden var den kendt som en skipper- og fiskerby og havde 5.612 indbyggere i 1910.

## Historie

### Middelalderen
Det mest fremtrædende højdedrag ved Elben er Süllberg (tidligere Sollonberch, senere Blankeneser-Berge), hvor ærkebiskop Adalbert af Bremen havde oprettet en provsti i 1059, som dog blev ødelagt af holstenerne, da ærkebiskoppens misbrugte befæstningen. Senere havde greverne af Holsten selv en befæstning på toppen af bjerget, som de dog i 1258 forpligtede sig til at nedrive, men som endnu i 1262 var til stede.
Blankenese nævnes som en bebyggelse første gang i begyndelsen af det 14. århundrede. På dette tidspunkt var der allerede en grevelig færgeoverfart. Blankenese tilhørte oprindelig til det schauenburgske grevskab Holsten-Pinneberg, derefter til Hertugdømmet Holsten, som fra 1460 blev regeret af de danske konger i en personalunion. I det 15. århundrede blev bækken mellem Elben og Süllberg tildækket.

### Renæssancen
I det 16. århundrede fremstår bebyggelsen hovedsagelig som et fiskerleje, og indbyggerne havde mange stridigheder om fiskeriet i Elben med de nærliggende bebyggelser. Det var studehandelens tid, og skønt Wedel var midtpunkt for denne handel, var Blankenese et af de steder, hvor okser blev fragtet over Elben, og hvor der derfor skulle betales afgift. Studetransporterne voksede, og trods pramme til overfarten i Altona, Neumühlen, Fischerboden, Ottensen og Nienstedten klagedes der fra 1590 over, at overfarten ikke havde tilstrækkelig stor og hurtig kapacitet, hvilket sammen med andre problemer medførte, at studetransporterne til dels søgte andre steder hen.

### I Helstaten
I midten af 1800-tallet var bebyggelsen langstrakt således, at man skelnede mellem Osterende eller Oster-Blankenese, Mittel-Blankenese, som lå mellem Süllberg og Kiekeberg, og Westerende eller Wester-Blankenese. En del af bebyggelsen lå i Mühlenberg. Indbyggertallet var i midten af 1800-tallet 2.939, hvoraf 182 i Blankenese-Mühlenberg. I byen lå et kongeligt toldsted. Byen havde ingen havn, så bådene måtte trækkes op på stranden.
I 1812 fandtes 167 fiskerbåde, som frem til 1855 faldt til 70. Man fiskede blandt andet flynder, tunger, rødspætter, kuller og smelt, dels i Elben, dels ved den hollandske og vestjyske kyst og solgte fangsterne i Hamborg, Altona og om sommeren tillige i Holland og England. I 1812 fandtes kun 4 fragtfartøjer, men dette tal voksede til 168 i 1854, heraf 5 brigger, 4 skonnertbrigger, 87 skonnerter, i alt på 6.100 kmcl. Med disse fartøjer sejlede man til alle havne langs Nordsøen og i Middelhavet, også til amerikanske havne men fortrinsvis til engelske og hollandske havnebyer. Endvidere fandtes 5 lodsfartøjer.
I 1814 brændte 107 huse, i 1826 brændte 23 huse.
I 1830 anlagdes en chaussé til Altona.
Udviklingen i de hjemmehørende handelsskibes antal og læstedrægtighed fremgår af nedenstående tabel:
| År   | Antal | kmcl   |
| ---- | ----- | ------ |
| 1832 | 247   | 3.594  |
| 1833 | 248   | 3.711  |
| 1834 | 254   | 3.979  |
| 1835 | 259   | 4.168½ |
| 1836 | 256   | 4.193½ |
| 1837 | 261   | 4.400  |
| 1838 | 272   | 4.791  |
| 1839 | 291   | 5.469¼ |

Byen havde i midten af 1800-tallet blandt andet en læge, 9 kongelige lodser, 14 kræmmere og høkere, 3 smede, 3 sejlmagere, 4 slagtere, 5 bagere og flere håndværkere.
Befolkningsudviklingen i Blankenese (inklusive Mühlenberg) var i 1840 2.909 indbyggere  og i 1860 3.628 indbyggere

### Blankenese efter 1860
Tekst mangler, hjælp os med at skrive teksten

## Blankenese i dag
Tekst mangler, hjælp os med at skrive teksten